# Seitarō Tomisawa
Seitarō Tomisawa (富澤 清太郎 Tomisawa Seitarō?, nacido el 8 de julio de 1982 en Tokio) es un futbolista japonés que se desempeña como defensa.

## Trayectoria

### Clubes
| Club                | País  | Año         |
| ------------------- | ----- | ----------- |
| Tokyo Verdy         | Japón | 2001 - 2011 |
| Vegalta Sendai      | Japón | 2005        |
| Yokohama F. Marinos | Japón | 2012 - 2015 |
| JEF United Chiba    | Japón | 2015 - 2016 |
| Albirex Niigata     | Japón | 2017 -      |

## Estadística de carrera

### J. League
| Club                | Año   | J. League | J. League | Copa J. League | Copa J. League | Total | Total |
| Club                | Año   | Part.     | Goles     | Part.          | Goles          | Part. | Goles |
| ------------------- | ----- | --------- | --------- | -------------- | -------------- | ----- | ----- |
| Tokyo Verdy         | 2001  | 1         | 0         | 0              | 0              | 1     | 0     |
| Tokyo Verdy         | 2002  | 10        | 0         | 2              | 0              | 12    | 0     |
| Tokyo Verdy         | 2003  | 6         | 0         | 3              | 0              | 9     | 0     |
| Tokyo Verdy         | 2004  | 1         | 0         | 1              | 0              | 2     | 0     |
| Vegalta Sendai      | 2005  | 14        | 0         | -              | -              | 14    | 0     |
| Tokyo Verdy         | 2006  | 18        | 3         | -              | -              | 18    | 3     |
| Tokyo Verdy         | 2007  | 30        | 1         | -              | -              | 30    | 1     |
| Tokyo Verdy         | 2008  | 25        | 1         | 6              | 0              | 31    | 1     |
| Tokyo Verdy         | 2009  | 45        | 0         | -              | -              | 45    | 0     |
| Tokyo Verdy         | 2010  | 31        | 2         | -              | -              | 31    | 2     |
| Tokyo Verdy         | 2011  | 17        | 0         | -              | -              | 17    | 0     |
| Yokohama F. Marinos | 2012  | 26        | 4         | 5              | 0              | 31    | 4     |
| Yokohama F. Marinos | 2013  | 29        | 3         | 7              | 0              | 36    | 3     |
| Yokohama F. Marinos | 2014  | 19        | 1         | 1              | 0              | 20    | 1     |
| Yokohama F. Marinos | 2015  | 11        | 1         | 6              | 1              | 17    | 2     |
| JEF United Chiba    | 2015  | 20        | 0         | -              | -              | 20    | 0     |
| JEF United Chiba    | 2016  | 21        | 3         | -              | -              | 21    | 3     |
| Albirex Niigata     | 2017  | 24        | 0         | 0              | 0              | 24    | 0     |
| Total               | Total | 348       | 19        | 31             | 1              | 379   | 20    |